# 브렛 이완
브렛 이완(Bret Iwan, 1982년 9월 10일 ~ , 미국 캘리포니아주 패서디나 출생)은 미국의 성우, 일러스트레이터이다. 웨인 올와인에 이어 네번째 미키 마우스의 성우이며, 킹덤 하츠 버스 바이 슬립에서 처음 미키의 성우로 등장, 현재 플레이하우스 디즈니의 미키의 클럽하우스에서 미키의 목소리 녹음을 하고 있다.

## TV 출연
- 미키마우스 클럽하우스
- 미키마우스 뒤죽박죽 모험

## 비디오 게임
- 킹덤 하츠 버스 바이 슬립
- 킹덤 하츠 3D: 드림 드롭 디스턴스
- 킹덤 하츠 III